# Call of Duty: Online
Call of Duty: Online, también conocido como CoD Online o simplemente COD: OL, fue un juego de disparos en primera persona desarrollado por Activision Shanghai Studio y distribuido por Tencent Games. Este juego sólo podía  
ser jugado en China. Desde que Activision perdió una disputa legal por los derechos de publicación de videojuegos de consola como Xbox 360, PS3, y Wii en China, era un juego exclusivo para PC, debido a que era la plataforma más usada en esta región. Fue anunciado el 3 de julio de 2012.
COD: OL dispone de elementos de 4 juegos diferentes de la saga principal: Call of Duty 4: Modern Warfare, Call of Duty: Modern Warfare 2, Call of Duty: Modern Warfare 3 y Call of Duty: Black Ops, tanto en el modo multijugador como en el modo campaña. Reutiliza la mayoría de mapas, misiones, armas, rachas, diálogo, accesorios y texturas de dichas entregas, a partir de esto se ha creado una campaña totalmente nueva trayendo devuelta a la Task Force 141 durante el período 2013-2016 (entre Call of Duty 4 y los eventos de Modern Warfare 2).
El juego fue descontinuado oficialmente el 31 de agosto de 2021, para dar paso a Call of Duty: Mobile.

## Personajes
- John Soap Mactavish

- John Price: Capitán de la Fuerza Operativa 141.

- Simon Ghost Riley: Sargento de la fuerza operativa 141 durante 2012 y 2016.

- Gary Roach Sanderson: Sargento de la 141.

- Teniente General Sheperd: General en Mando de la 141 y superior de Price y Soap.